# Tanabi
Tanabi is een gemeente in de Braziliaanse deelstaat São Paulo. De gemeente telt 24.591 inwoners (schatting 2009).

## Aangrenzende gemeenten
De gemeente grenst aan Bálsamo, Cosmorama, Mirassolândia, Monte Aprazível, Palestina en Sebastianópolis do Sul.

## Geboren
- Rodrigo Garcia (1974), gouverneur van São Paulo[1]